# Marie-Anne de France
Marie-Anne de France, née le 16 novembre 1664 au palais du Louvre et morte le 26 décembre 1664 au palais du Louvre, est la deuxième fille du roi Louis XIV et de la reine Marie-Thérèse d'Autriche.

## Biographie
Marie-Anne de France est le troisième enfant et la seconde fille de Louis XIV de France et de Marie-Thérèse. Elle naît au palais du Louvre le 16 novembre 1664. En tant que fille du roi, Marie-Anne porte le titre de fille de France durant sa courte existence, tout comme ses sœurs Anne-Élisabeth de France et Marie-Thérèse de France (1667-1672), dite la « petite Madame ».  
Elle reçoit pour parrain Louis II de Bourbon, prince de Condé, et pour marraine sa tante Henriette-Anne d'Angleterre, duchesse d'Orléans.
Marie-Anne meurt le 26 décembre 1664 au palais du Louvre au bout de quarante jours d'existence. De ses cinq frères et sœurs, seul Louis de France, le Grand Dauphin, passa à l'âge adulte.